# Cornelis Cort

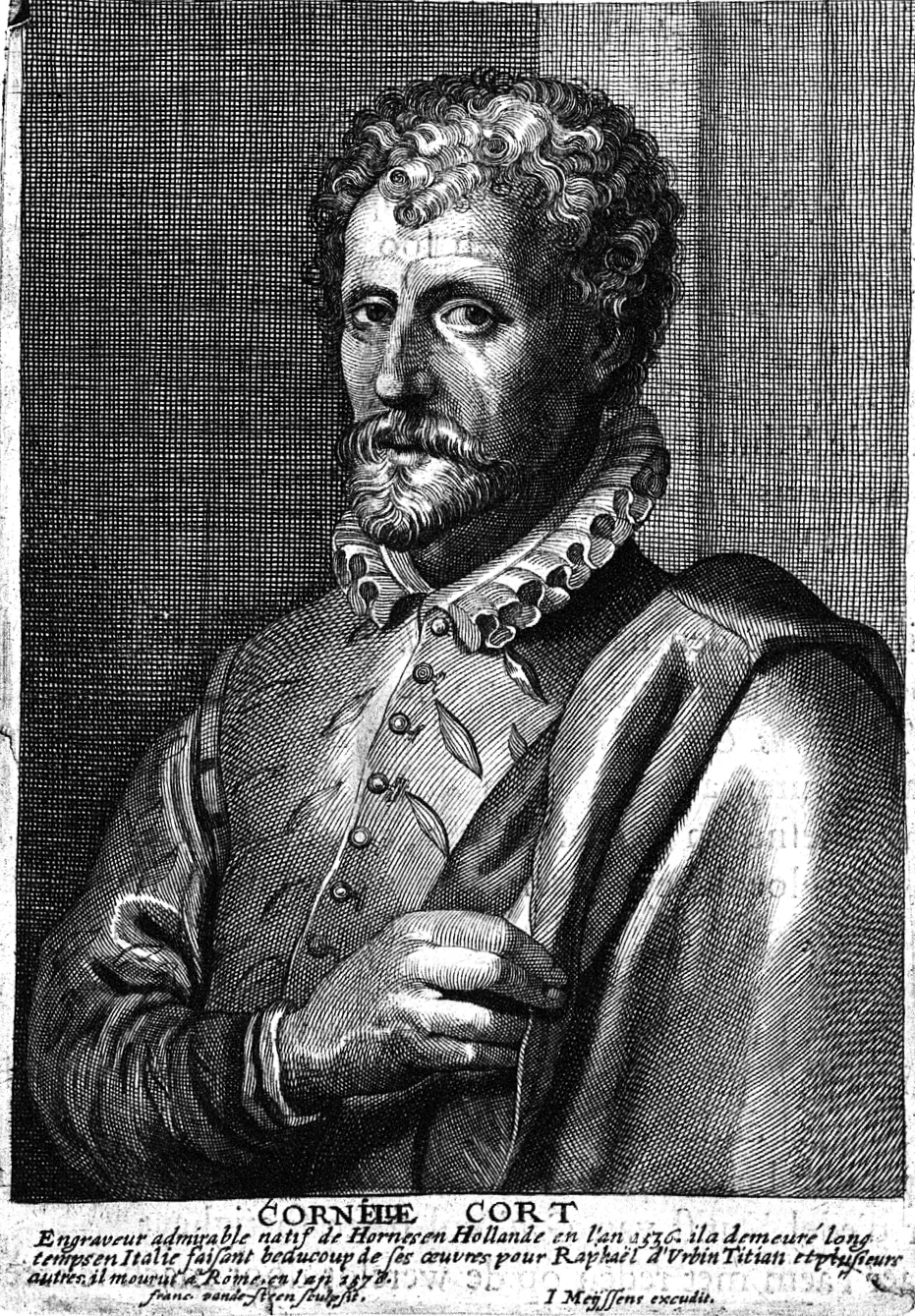
Cornelis Cort

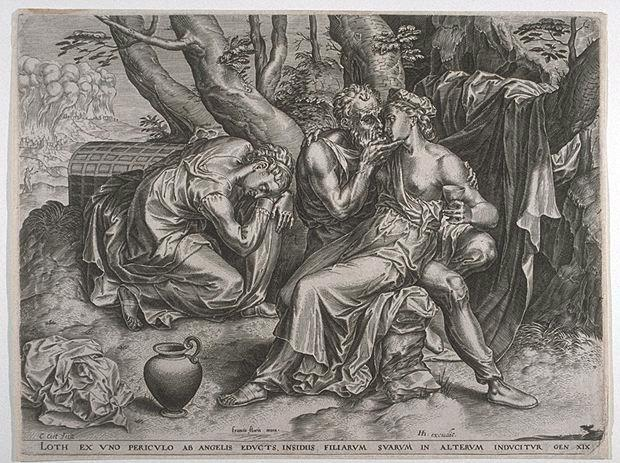
Lot i les seves filles, gravat de Cornelis Cort que reprodueix un disseny de Frans Floris de Vriendt

Cornelis Cort (Hoorn o Edam, cap a 1533 – Roma, cap al 17 de març de 1578) és un gravador holandès del renaixement, famós per la seva col·laboració amb Ticià. Els seus últims dotze anys de vida van transcórrer a Itàlia, on va reproduir obres de múltiples artistes i va ser anomenat «Cornelio Fiammingo» («Cornelio el flamenc»). La seva producció gravada ronda les 150 imatges.

## Vida i obra
Va néixer a Hoorn, llavors territori flamenc baix domini de la península Hispànica, cap a 1533. Altres fonts creuen que va néixer en una altra localitat de la zona, Edam.
Els primers gravats de Cort van aparèixer a Anvers cap a 1553. Consta que es va formar amb el gravador Hieronymus Cock en aquesta ciutat (1552-53), i anys després realitzava planxes perquè aquell les publiqués. Es creu que prèviament es va formar a Haarlem amb un altre gravador, Dirck V. Coornhert, mestre d'Hendrik Goltzius, però no hi ha dades concloents. Entre els artistes que va copiar els seus dissenys durant aquests anys, es compten Michel Coxcie, Frans Floris de Vriendt, Martin van Heemskerck i Bartholomeus Spranger.
El 1565 Cornelis Cort ja estava a Itàlia. Va treballar tan estretament amb Ticià (1565-66) que pel que sembla es va allotjar a casa seva. A iniciativa de Ticià, Cort va gravar una dotzena de pintures seves, i després va marxar a Roma breument. Entre els dissenys de Ticià que va gravar, estan La Madgalena penitent (quadre del qual existeixen diverses versions, com les de l'Ermitage i el Palau de Capodimonte), el Prometeu devorat per l'àguila del Museu del Prado (que en realitat representa a Ticio), La Gloria del mateix museu i la parella de quadres mitològics Diana i Calisto i Diana i Acteón, actualment exposats a la National Gallery of Scotland, Edimburg.
Després d'una breu etapa a Roma i Florència, el 1570 Cort ja estava de tornada a Venècia, on va gravar dos quadres més de Tizià: la versió de Tarquinio i Lucrecia del Museu Fitzwilliam de Cambridge, i El martiri de sant Llorenç. Per a aquesta última planxa va fusionar detalls de les dues versions pintades per Ticià, la dels Jesuïtes de Venècia i la del Monestir de l'Escorial. Un exemplar d'aquest gravat, imprès en tafetà, va ser remès per Ticià a Felip II de Castella i es conserva al dormitori d'aquest monarca a El Escorial.
Cornelis Cort va tornar a Roma, on va prosseguir reproduint composicions de pintors manieristes. Va morir en aquesta ciutat el 1578. Als seus dotze anys d'activitat a Itàlia, va gravar no només a Ticià, sinó també obres de Raffaello Sanzio, Giulio Clovio, Federico Barocci, Girolamo Muziano i uns altres.